# Chinesische Rosskastanie

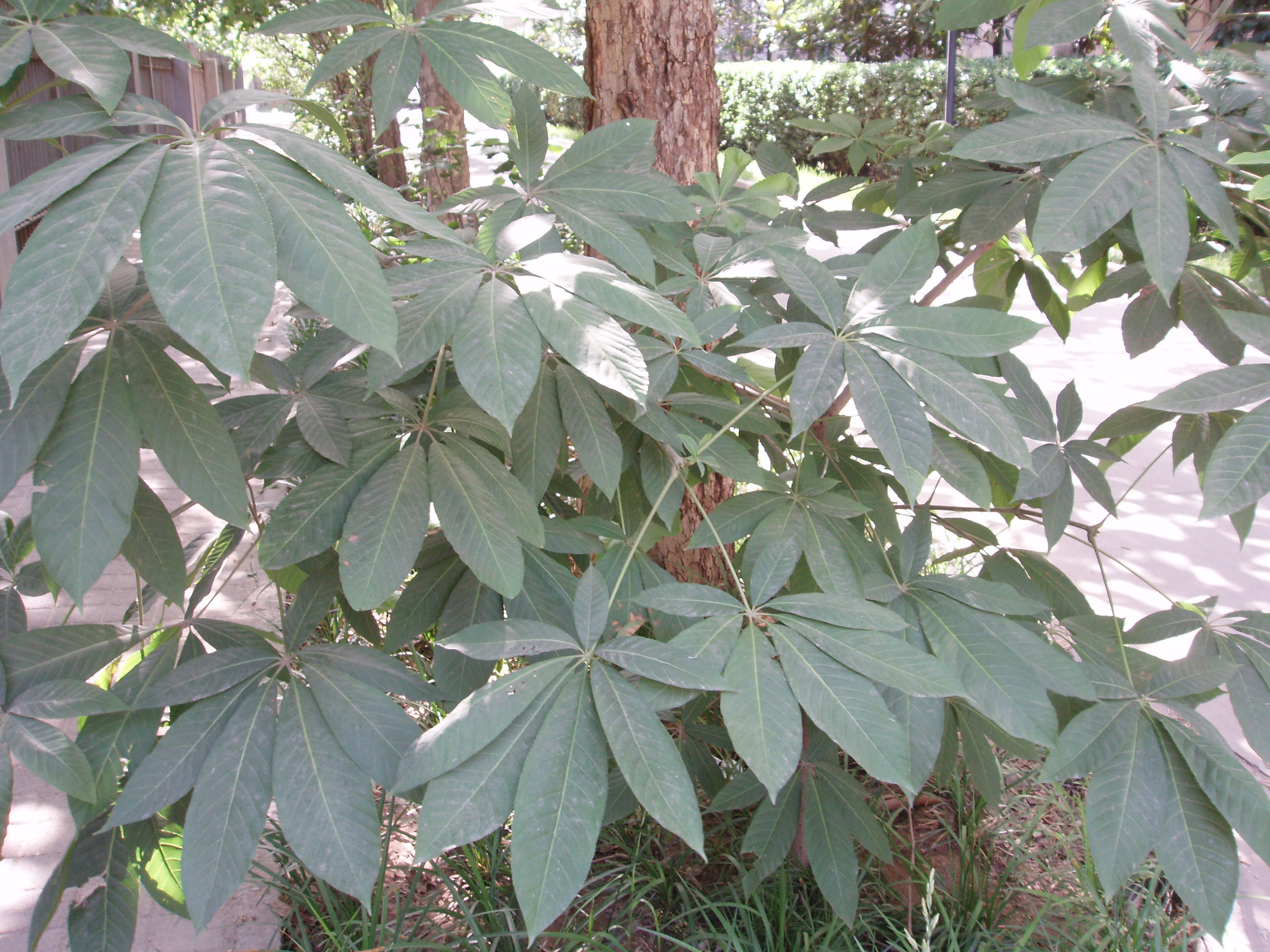
Blätter

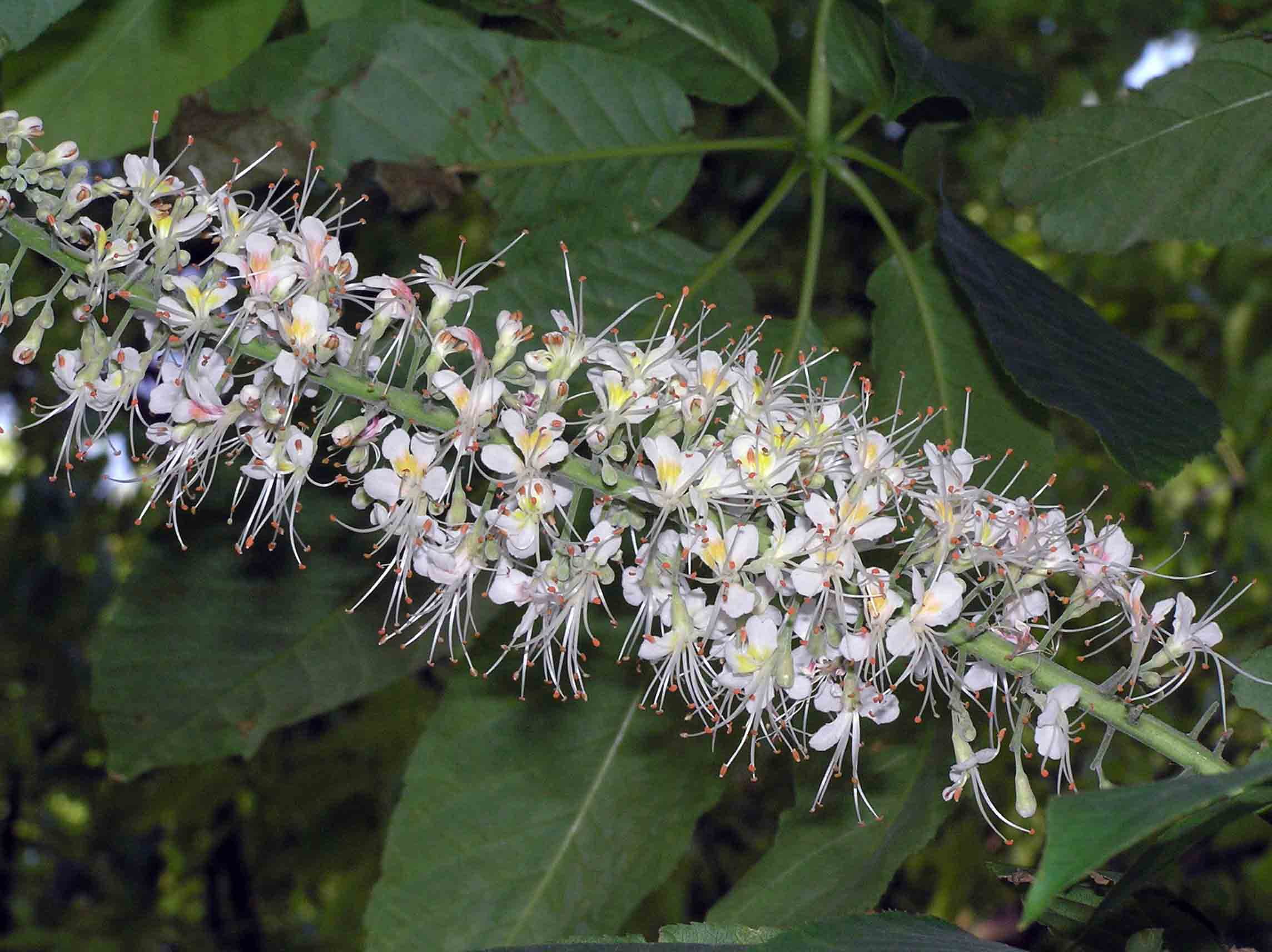
Blütenstand

Die Chinesische Rosskastanie (Aesculus chinensis) ist ein Vertreter der Rosskastanien (Aesculus). Sie ist in China endemisch.

## Beschreibung

### Vegetative Merkmale
Die Chinesische Rosskastanie ist ein bis 25 m hoher, sommergrüner Baum und erreicht Brusthöhendurchmesser von bis 2,5 m. Die Zweige sind kahl, jung auch behaart bis dicht zottig. 
Die gegenständigen Laubblätter sind gestielt. Der Blattstiel ist 7 bis 15 cm lang, gräulich behaart oder kahl. Die Blattspreite besteht aus 5 bis 7, selten 9 handförmig angeordneten Fiederblättchen. Die Blättchenstiele sind 0,5 bis 2,5 cm lang, und wie der Blattstiel gräulich behaart oder kahl. Die Blättchen sind verkehrt-eiförmig oder elliptisch, lanzettlich, seltener eiförmig. Sie sind 8 bis 25, selten 30 cm lang und 3 bis 8,5, selten 10,5 cm breit. Ihre Unterseite ist kahl und auf den Nerven grauhaarig (manchmal nur bei jungen Blättern), oder einheitlich grau behaart oder zottig behaart. Die Basis ist keilförmig bis stumpf oder leicht herzförmig, der Rand ist gesägt bis gekerbt-gesägt, die Spitze ist spitz bis zugespitzt. Es gibt 13 bis 25 Paar Seitennerven. 

### Generative Merkmale
Die Chinesische Rosskastanie ist andromonözisch. Der endständig und reichblütige Blütenstand ist behaart oder kahl. Der Blütenstandsstiel ist 5 bis 10 cm lang, der Blütenstand ein zylindrischer Thyrsus von 15 bis 35 cm Länge und an der Basis 2,5 bis 12 cm Breite. Der Blütenstand besteht aus 2 bis 4 cm lang gestielten Teilblütenständen, die 5 bis 10 Blüten tragen. Der Blütenstiel ist 2 bis 8 mm lang. Die zwittrigen oder männlichen Blüten mit doppelter Blütenhülle sind duftend. Der Kelch ist 3 bis 7 mm lang, an der Außenseite behaart oder kahl. Die vier, außen feinhaarigen Kronblätter sind weiß, zwei schmalere mit gelben Flecken, annähernd ähnlich verkehrt-eiförmig bis spatelförmig, 8 bis 14 mm lang, 3 bis 5 mm breit. Die Außenseite ist behaart. Die 6 oder 7 vorstehende Staubblätter sind 18 bis 30 mm lang. Die Staubfäden sind kahl, die Staubbeutel sind 1 bis 1,5 mm lang. Der lange Griffel ist kahl oder mit Ausnahme der Spitze zottig. Bei den männlichen Blüten ist ein Pistillode vorhanden. Blütezeit ist April bis Juni. 
Die Kapselfrucht ist gelblich braun, eiförmig, kugelig, verkehrt eiförmig oder birnenförmig, hat einen Durchmesser von 3 bis 4,5 cm, ist dicht punktiert, aber glatt. Das Perikarp ist trocken 1 bis 6 mm dick. Die Kapsel enthält ein bis zwei Samen, die braun, fast oder ganz kugelförmig sind und einen Durchmesser von 2 bis 4,5 cm haben. Der Nabel ist weiß und nimmt weniger als ein Drittel bis zur Hälfte des Samens ein. Fruchtreife ist im September und Oktober.

## Verbreitung und Standorte
Die Chinesische Rosskastanie ist in China endemisch. Sie kommt natürlich in den Provinzen Chongqing, Gansu, Guangdong, Guizhou, Henan, Hubei, Hunan, Jiangxi, Shaanxi, Sichuan und Yunnan vor. Kultiviert wird sie in Hebei, Henan, Jiangsu, Shaanxi, Shanxi und Zhejiang. Sie wächst in Laubwäldern, in der Nähe von Flüssen, in Dickichten, an Berg- und Hügelhängen, in Schluchten und Straßenrändern. Sie steigt bis 2000, selten 2300 m Seehöhe. 

## Verwendung und Besonderheiten
Extrakte der Pflanze werden als Heilmittel gehandelt. Gemäß Zahlen des Max Rubner-Instituts ist die Chinesische Rosskastanie eine der besten Quellen für Tocotrienol-Vitamin E und Plastochromanol-8.

## Systematik
Die Chinesische Rosskastanie wird innerhalb der Gattung Rosskastanien (Aesculus) in die Sektion Calothyrsus gestellt, zusammen mit der Kalifornischen Rosskastanie (Aesculus californica), Aesculus assamica und der Japanischen Rosskastanie (Aesculus turbinata). 
Das Verhältnis von Aesculus chinensis zur sehr ähnlichen Aesculus wilsonii war lange Zeit unklar. Aesculus chinensis war 1833 von Bunge anhand von kultivierten Exemplaren beschrieben worden und nur in Kultur bekannt. Aesculus wilsonii wurde 1913 von Wildpflanzen erstbeschrieben. Die beiden Formen sind jedoch durch fließende Merkmalsübergänge miteinander verbunden, bereits 1960 hat Hardin den Status von zwei selbständigen Arten angezweifelt. 2005 wurde Aesculus wilsonii im Status einer Varietät in Aesculus chinensis eingegliedert, es gibt somit zwei Varietäten mit folgenden Differenzialmerkmalen:
- Aesculus chinensis var. chinensis: Die Blattspreiten sind auf der Unterseite kahl oder jung auf den Nerven gräulich behaart. Die Blattbasis ist stumpf. Diese Varietät kommt nur in Kultur vor, Wildvorkommen sind nicht gesichert. Sie kommt vor allem auf Tempel-Grundstücken und bei Häusern vor. Sie wächst unterhalb von 800 m Seehöhe.
- Aesculus chinensis var. wilsonii (Rehder) Turland & N.H.Xia (Syn.: Aesculus wilsonii Rehder): Die Blattspreiten sind auf der Unterseite eher gleichförmig grau behaart bis zottig, oder auch nur auf den Nerven grau behaart. Die Blattbasis ist stumpf bis gerundet oder leicht herzförmig. Sie wächst in Seehöhen von 600 bis 2000, selten 2300 m in den oben genannten Gebieten und an den oben genannten Standorten.

## Belege
- James W. Hardin: Studies in the Hippocastanaceae V. Species of the Old World. In: Brittonia. Band 12, 1960, S. 26–38.
- Nianhe Xia, Nicholas J. Turland: Aesculus. In: Flora of China. Band 12, 2007, S. 2–4. (PDF).
- Nicholas J. Turland, Nianhe Xia: A New Combination in Chinese Aesculus (Hippocastanaceae). In: Novon. Band 15, 2005, S. 488–489. (PDF).
- Maarten J. M. Christenhusz, Masumi Yamanaka: 1030. AESCULUS CHINENSIS: Sapindaceae. In: Curtis’s Botanical Magazine. 39(3), 2022, 433–441, doi:10.1111/curt.12456.